# Brasserie Girardin
La Brouwerij Girardin ou Brasserie Girardin est une ferme-brasserie familiale située à Chapelle-Saint-Ulric (Sint-Ulriks-Kapelle) en Belgique dans la province du Brabant flamand qui produit principalement des bières à base de lambic et des limonades.

## Histoire
La brasserie a été fondée en 1882 par Franciscus-Alexius Girardin (né le 1er mars 1847 à Saint-Josse-ten-Noode et décédé en 1930). Faute d'un père officiel,, il a reçu le nom de sa mère, Augustine Girardin (1806-1888), qui, moyennant indemnités, l'a confié à sa sœur Cathérine Elizabeth Girardin, épouse de Guillelmus Humble. Il a été élevé dans une ferme située sur le Tuitenberg à Bekkerzeel. En 1874 il se marie avec Antonia Smet et rachète à Simon Wauters Borgenis de Bekkerzeel une ferme construite en 1845 sur le Lindenberg, dans le village voisin de Chapelle-Saint-Ulric, et comprenant une brasserie-malterie ainsi que 20 ha de terres. Il étend son domaine et commence à brasser de la bière en 1882. De son mariage avec Antonia Smet en 1874 naîtront cinq filles et deux garçons. Élu bourgmestre de Chapelle-Saint-Ulric en 1904, il le restera jusqu'en 1927.
Jean Baptist Girardin (1888-1962), son plus jeune fils, lui succède. Il épouse Josephine de Maeseneer avec laquelle il aura deux filles, Marie-Louise et Margritte, et un garçon, Louis. Il épousera Lisette Bejar en secondes noces. Comme son père, il est élu bourgmestre de Chapelle-Saint-Ulric, fonction qu'il occupera de 1938 à 1958.
Son fils, Louis Girardin (né le 22 février 1924 à Chapelle-Saint-Ulric et décédé le 6 septembre 2000 à Alost), reprend à son tour la brasserie. En 1955, il épouse Jacqueline Van Den Bossche dont il aura deux fils. Il diversifie la production et commence à produire au début des années 1980 une pils, l'Ulricher, et de la limonade, baptisée Girli (acronyme de Girardin limonade). Informé qu'une brasserie en faillite est à vendre en Allemagne, il part une première fois en repérage à Bernkastel, puis à nouveau peu après, en 1988, accompagné de Jacqueline et se décide alors à l'acheter. Il y retourne en compagnie de ses deux fils et passe un mois à démonter la salle de brassage en cuivre afin de la ramener en Belgique. Il l’installe dans une nouvelle annexe construite spécialement et le 19 janvier 1993 elle donne son premier brassin. On la voit depuis la route au travers d’une large baie vitrée. Il installe également une nouvelle embouteilleuse provenant d'Italie.
Ses deux fils, Jan (né le 8 juillet 1957 à Uccle et décédé le 10 août 2012 à Jette) et Paul Girardin (né en 1961), suivent des études universitaires à Louvain. Ils reprennent à leur tour la brasserie. Ils ont abandonné l'élevage de vaches en 2000 mais continuent à cultiver du froment, de l'orge et des betteraves (ces dernières suivant le principe de l'alternance des cultures) ainsi qu'un peu de houblon. S'ils utilisent toujours directement leur froment pour brasser le lambic, ils ne peuvent plus le faire pour l'orge. Autrefois ils faisaient malter leur orge dans une malterie, mais à la suite de la disparition des petites malteries, ce n'est plus possible car la quantité qu'ils produisent est trop faible pour être traitée à part. Ils doivent donc revendre leur orge et acheter du malt d'orge. Paul s'est marié avec Heidi Abraham en 1993, ils ont eu trois filles puis un fils, Louis Girardin (né en 2001), qui constitueront peut-être la cinquième génération de brasseurs.
|  |  |  |  | Franciscus-Alexius Ier (1847 † 1930) fermier-brasseur-bourgmestre |  |  |  |  |  |  |  |                                                             |  |  |  |  |  |  |  |  |  |  |  |  |  |  |  |
|  |  |  |  |                                                                   |  |  |  |  |  |  |  |                                                             |  |  |  |  |  |  |  |  |  |  |  |  |  |  |  |
|  |  |  |  |                                                                   |  |  |  |  |  |  |  |                                                             |  |  |  |  |  |  |  |  |  |  |  |  |  |  |  |
|  |  |  |  |                                                                   |  |  |  |  |  |  |  | Jean Baptist Ier (1888 † 1962) fermier-brasseur-bourgmestre |  |  |  |  |  |  |  |  |  |  |  |  |  |  |  |
|  |  |  |  |                                                                   |  |  |  |  |  |  |  |                                                             |  |  |  |  |  |  |  |  |  |  |  |  |  |  |  |